# Adari
Adari é uma vila e uma nagar panchayat no distrito de Mau, no estado indiano de Uttar Pradesh.

## Demografia
Segundo o censo de 2001, Adari tinha uma população de 12,006 habitantes. Os indivíduos do sexo masculino constituem 52% da população e os do sexo feminino 48%. Adari tem uma taxa de literacia de 55%, inferior à média nacional de 59.5%; com 60% para o sexo masculino e 40% para o sexo feminino. 22% da população está abaixo dos 6 anos de idade.